# Siluan Șalari
Siluan Șalari (n. Marin Șalari, alternativ Șalar sau Șalaru; n. 19 aprilie 1977, Văratic, raionul Rîșcani, Republica Moldova) este un cleric ortodox moldovean, care îndeplinește în prezent funcția de Episcop de Orhei (sub Patriarhia Moscovei).

## Biografie
Originar din Văratic, Rîșcani, Șalari a intrat în monahism în 1992, la Mănăstirea Saharna. Pe data de 13 iunie 1996, Mitropolitul Vladimir Cantarean l-a ridicat la rangul de ieromonah, iar în 1999 a fost numit egumen al Mănăstirii Saharna. În 2001 a ajuns arhimandrit. 
La data de 21 octombrie 2016 a fost numit Episcop de Orhei.

## Controverse
Episcopul Siluan a fost criticat pentru implicarea sa în politică, fiind considerat un apropiat al PDM și al Partidului Șor.